# Кузьминская (Верховское сельское поселение)
Кузьминская — деревня в Тарногском районе Вологодской области.
Входит в состав Верховского сельского поселения, с точки зрения административно-территориального деления — в Верховский сельсовет.
Расстояние по автодороге до районного центра Тарногского Городка — 41 км, до центра муниципального образования Верховского Погоста — 2,5 км. Ближайшие населённые пункты — Цибунинская, Патракеевская, Игнатовская, Верховский Погост, Макаровская, Павловская, Осташевская.
По переписи 2002 года население — 49 человек (21 мужчина, 28 женщин). Преобладающая национальность — русские (98 %).